# Autorretrato (Andrea del Sarto)
El Autorretrato  es un fresco separado sobre panel de madera de 51,5 x 37,54 cm de Andrea del Sarto, de hacia 1528 y conservado en el Pasillo vasariano de Florencia.

## Historia
Vasari menciona en ambas ediciones de su Vidas (1550-1568) como el autorretrato de Andrea del Sarto, en el cual se inspiró para ejecutar el grabado que acompañaba la edición giuntina de su obra, había sido realizado en 1528-1529, cuando el artista se encontraba en Vallombrosa, utilizando material sobrante de otro trabajo.
La obra, a mediados de siglo, se encontraba en posesión de Lucrezia Bonafede, donde la vio Vasari, mientras en 1609 está documentada en el Guardarropa mediceo y al año siguiente estaba expuesta en la Tribuna. A continuación, al menos desde 1635, quedó permanentemente en la Galería.

## Descripción y estilo
La fisionomía del pintor está confirmada por otros autorretratos, como el juvenil en el Viaje de los Magos en el Chiostrino dei Voti, o como el último apóstol barbudo a la izquierda en la Asunción Panciatichi.

El artista se presenta sobre un fondo neutro claro, con el busto de perfil, girado hacia la derecha, y la cabeza rotada hacia el espectador, pero con la mirada hacia la izquierda. Luce un sombrero que porta inclinado y una pesada casaca de viaje marrón sobre el jubón oscuro y la camisa blanca que sobresale en el cuello. Rápido y esencial, con las pinceladas bien visibles, el autorretrato destaca por su frescura e inmediatez, convertido, sobre todo gracias a la popularidad del grabado vasariano, en la imagen más conocida del pintor.

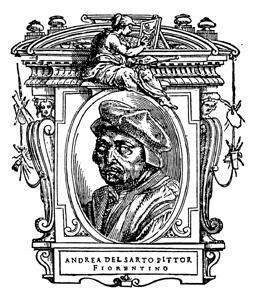
Grabado de Vasari para la segunda edición de las Vidas.